# Deux hot dogs moutarde chou
Albums de Les Georges Leningrad
Sur les Traces de Black Eskimo
Deux Hot Dogs Moutarde Chou est le premier album du groupe Les Georges Leningrad, paru pour la première fois en 2002, puis paru à nouveau sur étiquette Blow The Fuse en 2003, puis enfin le 11 mai 2004 sur Alien8 Recordings en prévision de la sortie de leur album suivant.

## Liste des morceaux
1. Caamcknenechn - 3:28
2. Lollipop Lady - 3:32
3. Bad Smell - 3:06
4. Georges V - 4:11
5. Chienne - 2:53
6. Didi Extra - 3:46
7. Prince R. - 1:04
8. Wunderkind - 2:01
9. Un Imperméable (Mouillé des Deux Côtés) - 3:01
10. Cocktail Vampire - 5:13
11. Constantinople - 1:16 (reprise de The Residents)
12. My Santropic - 4:22
13. We are All - 11:17